# عادل عوض
عادل عوض[1]، مخرج مصري[2]، نشأ وترعرع في كنف عائلة فنية ذات أصول فنية، له العديد من الصولات والجولات في عالم الفن، شخصية مؤثرة سواء بعمله كمخرج، أو بآرائه ومقترحاته التي دائماً ما يكون لها مردوداً كبيراً على الوسط الفني[3] وتأثيرات على المجتمع المصري[4].

## النشأة
ولد عادل عوض[5] في مصر، وترعرع في كنف عائلة فنية عريقة[6]، فوالده هو الفنان الكومديان الراحل محمد عوض[7] ووالدته هي قوت القلوب عبد الوهاب مازن[8]، وله أخوين هما (علاء عوض الممثل والمصمم الاستعراضي، وعاطف عوض المصمم الاستعراضي) تربى في عائلة تستضيف الفنانين دائماً في منزلها[9]، فأحب الفن والفنانين، وتعلّم حب الفن والإخلاص إليه من والده وأصدقاءه[10]، وهو الأمر الذي نقله بدوره في بيته الذي ضم بين جدرانه نجلته الفنانة جميلة عوض[11]، وزوجته الفنانة رندا عوض[12]
شارك عادل عوض أيضاً بالتمثيل في العديد من الأفلام وهو صغير، منهم: (إجازة بالعافية، شقة الطلبة، يوم واحد عسل، الجوع)، والتحق بالمعهد العالي للسينما، وحصل علي بكالوريس المعهد العالي للسينما (أكاديمية الفنون) قسم الإخراج عام 1985، وأثناء دراسته عمل كمساعد مخرج في عدد من الأفلام منها (العذراء والشعر الأبيض[13]) عام 1983.

## السيرة
في فترة دارسة عادل عوض عمل كمساعد مخرج في العديد من الأفلام، ومع كبار المخرجين أمثال: (علي بدرخان، أشرف فهمي، حسين كمال، نيازي مصطفى)، في العديد من الأفلام مثل: (شفيقة ومتولي، الجوع، حادث النصف متر، الأقوياء، العزراء والشعر الأبيض، قفص الحريم، أرجوك أعطني هذا الدواء، أيام في الحلال)، تلك الفترة التي أثقلت خبرته ومهاراته الحياتية في العمل الفني، ليدخل عالم الفن كمخرج سينمائي، من أبرز أعماله فيلم (كريستال) عام 1993، والذي قام بإخراجه وتأليفه، وأفلام (شباب على الهواء[14]، العقرب، تحت الصفر).
أيضاً إتجه عادل عوض لإخراج أغاني الفيديو كليب منذ عام 1989 فكانت أول أعماله أغنية (إغضب) للفنان (مدحت صالح)، تلاها العديد من أغاني الفيديو كليب، والتي تجاوزت الـ1000 عمل

## المسرح
تربى عادل عوض، على خشبة مسرح الزمالك، وبدأ التدريب على العمل في كل الوظائف والمهام المسرحية، وتدرج في العمل في المسرح حتى وصل إلى مدير فرقة لفرقة (أكاديمية الفنون).
وأخرج العديد من المسرحيات، أبرزها مسرحية (ثورة الموتى)، تأليف اروين شو، والمصنفة كواحدة من أعظم 10 مسرحيات في تاريخ المسرح الأمريكي بحسب تصنيف جون غاسنر.

## محطات في حياته
عمل المخرج عادل عوض في فترة تجاوزت الـ15 خمسة عشر عاماً ككبير مخرجي مجموعة قنوات ART الشهيرة، أيضاً أسس شركة AMA للخدمات السينمائية، والتي كان لها دوراً كبيراً في صناعة السينما المصرية، وشاركت في إنتاج العديد من الأفلام أبرزها (أخي وصديقي سأقتلك).
أيضاً كان لعادل عوض العديد من الخطوات المؤثرة في تاريخ السينما المصرية واكتشاف النجوم، فكان أبرز هؤلاء الممثلين: (علاء ولي الدين، حنان ترك، جيهان نصر، والمذيعة هبة الجارحي، طارق دسوقي، طارق نصار، أحمد الفيشاوي، محمد محمود عبدالعزيز، محمود أمين الهنيدي، نيللي كريم)، أيضاً اكتشف العديد من المُصوّرين من أبرزهم: (هشام وديد سري، جمال وهدان، هشام سمير)، وفي مجال تصميم الاستعراض (عاطف عوض، علاء عوض)، وفي مجال السيناريو: (دكتور علاء عبدالنعيم، طارق عبدالجليل، إبراهيم حامد، محمود حامد)، وفي مجال الموسيقى: (خالد البكري، علي شرف)، كما كان صاحب فكرة بناء مجمع سينمات (فاميلي لاند المعادي).
أيضاً أخرج عادل عوض العديد من الحفلات الكبرى، من أبرزها أول حفل يُقام في الدوحة للمطربة وردة الجزائرية عام 1994، وثاني حفل في الدوحة للفنان راغب علامة، أيضاً حفل المطرب الأمريكي لاينل ريتشي[15] في مصر بمسرح الصوت والضوء (تحت سفح الهرم)، وحفل المطربة البريطانية شيرلي باسي[16] في نفس المسرح، كما أخرج كل حفلات التي أقيمت عام 2003 في (قرطاج)، كما أخرج حوالي 30 فيديو كليب بصوت الفنان الراحل عبد الحليم حافظ، إضافةً للعديد من الأفلام التسجيلية التي أخرجها، والعديد من اللقاءات التلفزيونية له[17].
عمل عادل عوض بالتدريس في المجال الفني[18]، فقد درّس (حرفية الإخراج) و (التذوق السينمائي) في الأكاديمية الدولية للهندسة وعلوم الإعلام IAMS، ودرّس (تذوق سينمائي) أيضاً في وزارة الثقافة المصرية.
كما كان لعادل عوض العديد من المشاركات العامة في مصر، فهو صاحب (بحث الفوضوية)، ومؤسس مبادرة (مبادرة 1000 دار عرض)[19].

## أعماله

### الأفلام
| سنة العرض | الفيلم              | قصة وسيناريو            | بمشاركة                                                               |
| --------- | ------------------- | ----------------------- | --------------------------------------------------------------------- |
| 1990      | العقرب              | عصام عبد الله إيناس بكر | شريهان، كمال الشناوي، صلاح قابيل، رجاء الجداوي                        |
| 1990      | تحت الصفر           | أسامة أنور عكاشة        | نجلاء فتحي، صلاح السعدني، عبد العزيز مخيون، راندا عوض، شوقي شامخ      |
| 1992      | كريستال             | عادل عوض سمير الجمل     | شريهان، عبد المنعم مدبولي، هشام سليم، إيمان (ليز سيركيسيان)           |
| 2002      | شباب على الهواء[20] | إبراهيم حامد محمود حامد | أحمد رزق، أحمد الفيشاوي، عمرو المهدي، حنان ترك، نيللي كريم، راندا عوض |

### فوازير
| سنة الإنتاج | فوازير     | سيناريو وحوار وأغاني | بمشاركة         |
| ----------- | ---------- | -------------------- | --------------- |
| 1997        | إيما وسيما | سمير الطاير          | لوسي، أمينة رزق |

### فيديو كليب
| المطرب          | الأغاني                                                                                          |
| --------------- | ------------------------------------------------------------------------------------------------ |
| مدحت صالح       | أغضب، ولا تسوى دموع، أختاري، ولا بيك ولا بيا                                                     |
| هاني شاكر       | متهدديش بالانسحاب، لويعني، حرام، في كل شارع، ولا كان بأمري، نسيانك صعب أكيد، معقول، أوبريت اليمن |
| علي الحجار      | يا اسكندراني، خلاص الدهر فرقنا                                                                   |
| محمد الحلو      | أهيم شوقاً، مكتوب، تحية واجبة                                                                     |
| أصالة نصري      | كتبتك                                                                                            |
| سميرة سعيد      | مستعدة، لسة عيونه                                                                                |
| أمل وهبي        | يابت بيجولك أبوكي                                                                                |
| محمد محيي       | ياهوى بلغ حبيبي                                                                                  |
| مصطفى قمر       | ياناس انا دبت في دباديبو، بابا نويل، حبيبي، مع أني بحبك وبريدك                                   |
| إيهاب توفيق     | داني، رسمتك، متحلويش                                                                             |
| جيهان فريد      | قولتهالك على بالك                                                                                |
| أنوشكا          | تحيا مصر                                                                                         |
| نادية مصطفى     | هما دول، أوبريت اليمن                                                                            |
| أركان فؤاد      | أول حب في أسكندرية، أوبريت اليمن                                                                 |
| بشرى            | الجيش المصري                                                                                     |
| وائل كافوري     | ناداني الشوق                                                                                     |
| نورا            | عين في الجنة وعين في النار                                                                       |
| فاطيما          | قلبي أبتدى                                                                                       |
| رفيق صالح       | حاسس بيك                                                                                         |
| أحمد فتحي       | يا هذلّي، صنعانية، أبو زيد، لا سؤال، لا تسافر، الحواس الخمس، ومجموعة تقسيمات عود                  |
| هدى عمار        | راجعة                                                                                            |
| صوفية صادق      | وبتحلى الليالي                                                                                   |
| علاء زلزلي      | يطول الليل                                                                                       |
| أنغام           | بكرة تشوف، مين قال لحبيبي                                                                        |
| ماهر عبيد       | ميلي                                                                                             |
| غادة رجب        | أوبريت اليمن                                                                                     |
| علاء عبد الخالق | بحبك باستمرار                                                                                    |
| أميرة           | بحبك باستمرار                                                                                    |
| زينب (نونا)     | سكاتك له معنى، ذكرى، تيجي                                                                        |
| حنان            | أضحك إفرجها ياعم، كنا زمان، أنا بين نارين                                                        |
| رياض الهمشري    | أحبك                                                                                             |
| لطفي بوشناق     | أنت الغلا، ليلى                                                                                  |
| ليلى غفران      | أتحديتك، لو حتى هيرفضني العالم                                                                   |
| علي حميدة       | واوي                                                                                             |
| مايا مغربي      | خاف مني، عاجبك على كدة                                                                           |
| مها الريم       | علمتني النسيان                                                                                   |
| إيمان الطوخي    | دموع فرح                                                                                         |
| هدى عمار        | راجعة                                                                                            |
| حسنا            | إنت الحنان، كل ما أقول                                                                           |

كما أنتج عادل عوض العديد من الأعمال، ومنها:
| العمل                    | المشاركة                                            |
| ------------------------ | --------------------------------------------------- |
| أخي وصديقي سأقتلك (فيلم) | بطولة والده الفنان الراحل محمد عوض والفنان حسن يوسف |
| أطمئن عليك (شريط أغاني)  | للمطربة أجفان                                       |
| عل كل بهواك (شريط أغاني) | للمطربة جوانا ملاح                                  |

شارك عادل عوض أيضاً في كتابة العديد من السيناريوهات وقصص الأفلام، منها:
| الفيلم                 | المشاركة                                  |
| ---------------------- | ----------------------------------------- |
| دونشواي                | شارك في كتابة السيناريو                   |
| سره الباتع             | شارك الكاتب يوسف إدريس في كتابة السيناريو |
| العقرب                 | شارك في كتابة السيناريو                   |
| كريستال                | شارك في قصة                               |
| بنت ملك الشوكولاته[21] | شارك في كتابة السيناريو                   |
| أميرة الفراشات         | شارك في كتابة السيناريو                   |
| الجسد الواحد           | شارك في كتابة السيناريو                   |

## الجوائز
حصل عادل عوض، على العديد من الجوائز، من أبرزها جائزة مهرجان القاهرة وجائزة التلفزيون، عن فيلم العقرب، أيضاً حصل على جائزة أوسكار السينما المصرية من مجلة السينما والناس، أيضاً جوائز أفضل إخراج وأفضل تمثيل وأفضل عمل موسيقي في مهرجان الإسكندرية عن فيلم كريستال، أيضاً جائزة مهرجان أسفي بالمغرب عن فيلم شباب على الهواء.
وحصل أيضاً على جائزة أفضل فيديو كليب في مهرجان روما عن كليب كنا زمان للمطربة حنان، وجائزة أحسن فيديو كليب في مهرجان ساوباولو بالبرازيل عن كليب معقول للمطرب هاني شاكر، وجائزة أحسن فيديو كليب عام 2015 عن كليب تحيا مصر للمطربة أنوشكا في الأكاديمية البحرية.
وحصل أيضاً على العديد من التكريمات، أبرزها تكريمه في مهرجان القاهرة عام 1990، وإعطائه جائزة أوسكار السينما المصرية عام 1991، أيضاً تكريمه خلال مهرجان قرطاج بتونس عام 2003، ومهرجان مراكش بالمغرب عام 2008، ومهرجان أسفي بالمغرب عام 2009.